# انعدام نهايات الأطراف
انعدام نهايات الأطراف (ACHP)، المعروف أيضا باسم متلازمة هورن-كولب، هو اضطراب وراثي  الذي يؤدي إلى انعدام نصف الطرف، وعدم تشكيل الأطراف البعيدة. 
هو عيب خلقي يتكون من بتر الثنائية من الأطراف العليا والسفلى البعيدة، فضلا عن عدم تنسج اليدين والقدمين. تم اكتشافه لأول مرة وهو سائد تقريبا في البرازيل. 

## علم الوراثة
ارتبط مع طفرة في الجين LMBR1. ويترتب على هذا الاضطراب بطريقة جسدية متنحية. وهذا يعني أن الجين المعيب المسؤول عن الاضطراب يقع على جسيم صبغي جسمي، ونسختين من الجين المعيب (واحد الموروثة من كل من الوالدين) مطلوبة من أجل أن يولد مع الاضطراب. يحمل والدا الفرد المصاب باضطراب جسمي متنحي نسخة واحدة من الجين المعيب، ولكن عادة لا يعاني من أي علامات أو أعراض للاضطراب. 

## التشخيص
هو عيب خلقي يتسم بانعدام نصف الطرف وبغياب النهاية القاصية للأطراف (الأيدي والأقدام) منذ الولادة، ينجم عن مرض صبغي جسدي متنح يوجد بكثرة في البرازيل.

## التهاب الاعصاب الطرفية
التهاب الأعصاب الطرفية هو اضطراب يُصيب الأعصاب التي تتحكم بأطراف الجسم (اليدين والساقين) والتي تنقل الإشارة الحسية للمراكز المتخصصة في جسم الإنسان مما يؤدي إلى ضعف قدرتها على إيصال الإشارة والإحساس بطريقة سليمة وأحياناً قد يؤدي إلى فقدانها كلها أو فقدان عصب واحد ..
وبالتالي ينتج عن ذلك الشعور بالتنميل وخدران الأطراف. عادة يبدأ الاعتلال العصبي الطرفي في أصابع اليد والقدم وقد ينتقل إلى أجزاء أخرى منها الساق والذراع.

## أنواع المرض
ينقسم المرض إلى ثلاثة أقسام، الأول يشمل إصابة نهاية الأعصاب الطرفية، والثاني يمتد لبدايات الأعصاب الطرفية، فيما يطلق على الثالث اسم الانضغاطي لأنه ينتج عن الضغط على الأعصاب، ويشبه إلى حد كبير الضغط الناتج من فقرات الظهر، محدثا التهاب عرق النسا أو التهاب الركبتين أو الكوعين.

## روابط خارجية
- Overview at Orphanet
- CTD's Acheiropodia page from the Comparative Toxicogenomics Database
- http://acronyms.thefreedictionary.com/acheiropody
- PDF of Am. J. of Human Genetics article